# Kondor Ádám
Kondor Ádám (Budapest, 1964. február 19. –) magyar zeneszerző.

## Életútja
Zeneszerzői tanulmányait a budapesti Bartók Béla Zeneművészeti Szakközépiskolában, majd a  Liszt Ferenc Zeneművészeti Főiskolán végezte, Kocsár Miklósnál, illetve Szokolay Sándornál. A Zeneakadémián rendszeresen látogatta Rados Ferenc és Kurtág György kamarazene óráit. Egy évig magántanítványa volt Simon Albert karmesternek. Zeneszerzői stílusára nagy hatást gyakorolt Mesias Maiguaschca és Jeney Zoltán, valamint a világhírű hegedűművészek, Végh Sándor és Fenyves Loránd mesterkurzusai.
Két évig egykori középiskolájában tanított. 1992 óta fő tevékenysége a zeneszerzés.
A Soros Alapítvány díjazottja volt 1998-ban.
1999-ben az Edenkoben Herrenhaus ösztöndíjával Németországba utazott. 
2001-ben meghívást kapott az első, Petr Kotik által szervezett Ostrava New Music Days fesztiválra.

## Főbb művei (abc-rendben)
- "Amiről nem lehet beszélni, arról hallgatni kell" 1995 vegyeskarra
- "Hälfte des Lebens" – ein Ereignis 2001 kamarazene
- "menj, Ariel…!" – Schubert-átirat 2000 kamarazene
- "oh reiner Widerspruch" 1993 kamarazene
- "Opus Magnum" – in memoriam Maros Rudolf 2001 kamarazenekarra
- "senza cello" 1992 kamarazene
- 12 etűd 1991 kamarazene
- 14 geistliche Gedichte by Eberhardt Wüllner (pseudonym) 2002 szólóhang(ok)ra kíséret nélkül
- 4 dal 1979 szólóhang(ok)ra, kórusra és kamarazenekarra
- 4 dal 2005 szólóhang(ok)ra, kórusra és kamarazenekarra
- 4 etűd 1989 Kamarazene
- Albumblatt by Eberhardt Wüllner (pseudonym) 1981 szólóhangszerre
- Alluvion 2002 szólóhangszerre írott mű
- Aloys Förster (álnév): A-dúr trió 1994 kamarazene
- Ámen – átirat 2005 kamarazenekarra
- Beethoven: Fuga Op. 106 – átirat 2004 kamarazene
- Bizarr tárgyak I 2004 kamarazene
- Celi 1999 kamarazenekarra
- Chansons d´Hastieres 1994 szólóhang(ok)ra és szólóhangszer(ek)re
- Chi? – prologhi e epiloghi 1998 szólóhangszerre
- Csapó: Sarah Bande Magnetique – átirat 1983 szimfonikus mű
- Cur fletis 1997 szólóhangszerre írott mű
- D-moll cimbalomverseny – C. P. E. Bach-átirat 1985 Versenymű
- D.D.D.M. 2003 kamarazene
- Dissemination 1997 kamarazene
- Douze coups 2000 kamarazene
- Drámai gyakorlatok 1986 szólóhang(ok)ra és zenekarra
- Dreams – C.Franck: Albumblatt 1996 kamarazene
- Dreams – Kurtág: Hommage à Liszt I. 1991 szólóhangszerre írott mű
- Dreams – Kurtág: Hommage à Liszt II. 1991 zongorára, négy kézre
- Dreams – Kurtág: Hommage à Liszt III. – átirat 1991 kamarazene
- Drei deutsche Lieder 1991 szólóhang(ok)ra és szólóhangszer(ek)re
- Duo – fuvolára és cimbalomra 1995 kamarazene
- Duo – klarinétra és csellóra 1981 kamarazene
- E.M. emlékére 1992 kamarazene
- Der Endzweck 2000 szólóhang(ok)ra és kamaraegyüttesre
- Énekgyakorlatok 1997 szólóhang(ok)ra kíséret nélkül
- Espressivo – Terre d´ombre V 2001 kamarazenekarra
- Etűd 1991 szólóhangszerre
- Etűd fúgaszerű kezdéssel 1993 kamarazene
- Fantasia fuvolára, klarinétra, csellóra és zongorára 1990 kamarazene
- Fantasia [hegedű]re, csellóra és cimbalomra 1986 kamarazene
- Flora 1982 kamarazene
- Fuga A 2005 kamarazene
- Fuga C 2005 kamarazene
- Fuga E 2005 kamarazene
- Fuga G 2005 kamarazene
- Fwd to: 2001 kamarazene
- G-dúr cimbalomverseny – C. P. E. Bach-átirat 1985 versenymű
- Gegen 2003 kamarazene
- Glastöne – für Michel Petrucciani 1999 kamarazene
- H-moll fúga 1988 kamarazene
- Hagyományos elemekből épített absztrakt kompozíció 1993 kamarazene
- Három kis darab 2001 szólóhangszerre írott mű
- Hegyi éjszakák – átirat 2005 szólóhang(ok)ra és szólóhangszer(ek)re
- Hommage à Jakovits 1991 kamarazene
- Hommage to the ´Illiac-Suite´ 2002 kamarazene
- Imploration – hommage à deux-cent-dix-neuf lions 1999 kamarazene
- Ite missa est 1991 szólóhangszerre
- Ite missa est – hangszeres motetta 1986 kamarazenekarra
- J. S. Bach: Aria No. 3, BWV 179 – átirat 1997 kamarazene
- J. S. Bach: Aria No. 5, BWV 179 – átirat 1997 kamarazene
- J. S. Bach: Chorus, BWV 179 – átirat 1997 kamarazene
- J. S. Bach: Coro "Das Lamm", BWV 21 – átirat 1997 kamarazene
- J. S. Bach: Crucifixus – átirat 2001 kamarazene
- J. S. Bach: Duetto, BWV 21 – átirat 1997 kamarazene
- J. S. Bach: Et incarnatus – átirat 2001 kamarazene
- J. S. Bach: G-moll concerto – átirat 2003 versenymű
- J. S. Bach: Invenciók, BWV 777 – átirat 2000 kamarazenekarra
- J. S. Bach: Invenciók, BWV 777, 785 – átiratok 2000 kamarazene
- J. S. Bach: Kis harmóniai labirintus – átirat 2000 kamarazene
- J. S. Bach: Pasticcio-Sonate – átirat 1998 kamarazene
- J. S. Bach: Sonata, BWV 182 – átirat 1997 kamarazene
- J. S. Bach: Wohltemperiertes Klavier – BWV 852 Esz-dúr preludium – átirat 1998 kamarazene
- J. S. Bach: Wohltemperiertes Klavier – BWV 863 g-moll preludium és fuga – átirat 1998 kamarazene
- J. S. Bach: Wohltemperiertes Klavier – BWV 864 A-dúr preludium és fuga – átirat 1998 kamarazene
- Jézus és a kufárok – átirat 2005 szólóhang(ok)ra és szólóhangszer(ek)re
- Joyance – for Saint Julius Hydrophilos 1999 kamarazene
- Kánon – cimbalomra 1986 szólóhangszerre
- Kánon – cimbalomra, csellóra és nagybőgőre 1987 kamarazene
- Kánon – három fuvolára 1980 kamarazene
- Kasenjo 2001 szólóhang(ok)ra és kamarazenekarra
- Két dal – átirat 2005 szólóhang(ok)ra és szólóhangszer(ek)re
- Két jelenet – Intermezzo 1997 szólóhang(ok)ra és szólóhangszer(ek)re
- Két jelenet – Ki? 1997 szólóhang(ok)ra és szólóhangszer(ek)re
- KI? 2005 szólóhang(ok)ra és szólóhangszer(ek)re
- Kondor Dániel: Skáladarabok – átirat 1997 kamarazene
- Kósa: A Nyolcadik szó – átirat 1998 kamarazenekarra
- Kurtág: Aus der Ferne III – átirat 2001 kamarazene
- Kurtág: Messages zenekarra – átirat 1999 kamarazene
- Lamento 1999 szólóhang(ok)ra és szólóhangszer(ek)re
- Langsamer Satz – Beethoven és Mozart-átiratok 1999 kamarazene
- Listák 2000 szólóhang(ok)ra és szólóhangszer(ek)re
- Magyar népdalformák – 8 (másik) duó 1998 kamarazene
- Marosi Sári (álnév): G-moll kvintett 1989 kamarazene
- Metonymy and Masque 2002 kamarazene
- Mise 1991 kórusra és szólóhangszer(ek)re
- Motetták 1997 szólóhang(ok)ra és szólóhangszer(ek)re
- Mozart-birodalom bukása, 1993 kamarazene
- Mozart: G-dúr trió (KV 562) – kiegészítés 1990 kamarazene
- Nightpiece 2000 szólóhang(ok)ra és szólóhangszer(ek)re
- Nurong Lullaby 2002 kamarazene
- Nyitány Cimarosa Il matrimonio segretójához 1993 szimfonikus mű
- Ohne Illusionen, aber nicht resigniert – ein Porträt des Diabelli-Trios 1999 kamarazene
- Olsvay: Sapienti sat – átirat 1999 kamarazene
- Orgelsonate in E major by Eberhardt Wüllner (pseudonym) 1993 szólóhangszerre
- Orgelsonate in G minor by Eberhardt Wüllner (pseudonym) 1993 Szólóhangszerre
- Portrait of a Submoron 2003 kamarazene
- Positions 1998 szólóhang(ok)ra és szólóhangszer(ek)re
- Prelude – A törvény kapujában I 1999 kamarazene
- Prelude – A törvény kapujában II 1999 szólóhangszerre
- Prelude – A törvény kapujában III 1999 kamarazenekarra
- Prelude – A törvény kapujában IV 2001 kamarazene
- Prelude – Das klagende Lied 1999 szólóhangszerre
- Prelude április 17-re 1999 kamarazene
- Preludio 1991 versenymű
- Prokofjev 2. hegedűverseny, I. – átirat 2003 kamarazene
- Quartet 2001 kamarazene
- Quartet to Christian Wolff 2001 kamarazene
- Ratlos, verloren – einige Wörter an Konrad 1999 kamarazene
- Régi bockhamptoni nóták 1995 szólóhang(ok)ra és szólóhangszer(ek)re
- Requiem – szopránhangra, furulyára, brácsára és cimbalomra 1997 szólóhang(ok)ra és szólóhangszer(ek)re
- Requiem – vegyeskarra 1981
- Részletek Mahler VIII. és IX. szimfóniáiból – átirat 1999 kamarazene
- Der Richter 1999 szólóhang(ok)ra és szólóhangszer(ek)re
- S A 2000 kamarazene
- Sans Martyre 1995 szólóhang(ok)ra és szólóhangszer(ek)re
- Sári: Búcsú Glenn Gouldtól – átirat 1989 kamarazene
- Sáry: Tranquility – átirat 2000 kamarazene
- Schattenwelt, Schlachtfeld – 8 Duos für Barbaros Erköse 1999 kamarazene
- Scherzo 1993 kamarazene
- Schönberg: Drei Lieder op.48 / 1, 2 – átirat 1997 kamarazene
- Schönberg: Zwei Lieder op.14 – átirat 1995 kamarazene
- Schubert: A-dúr szonáta (Op. Posth.) II.tétel – átirat 1993 szólóhang(ok)ra és szólóhangszerek)re
- Septett 1983 kamarazene
- Serei: Ajánlás – átirat 1999 kamarazenekarra
- Serenade 1990 kamarazene
- Silere 2005 kamarazene
- Sonate 1985 szólóhangszerre
- Song and Comment 1994 szólóhang(ok)ra és szólóhangszer(ek)re
- Sosztakovics: V. szimfónia, I. tétel – átirat 1999 kamarazene
- Suite 1989 kamarazene
- Surányi Lászlónak 1991 kamarazene
- Szerelmeslevél Hrabalnak 1993 kamarazene
- Tayil 2002 kamarazene
- Te Deum by Eberhardt Wüllner (pseudonym) 1995 kórusmű a cappella
- Terre d´ombre I 1982 kamarazene
- Terre d´ombre II 1983 kamarazene
- Terre d´ombre III 1989 kamarazene
- Terre d´ombre IV 2000 kamarazenekarra
- Thomas Tallis: Felix namque – átirat 2004 kamarazene
- Töchter aus Elysium 2002 kamarazene
- Trio Grande 1994 kamarazene
- Trio-Sätze – "nicht diese Töne" 2005 kamarazene
- Trio-Sätze – "nicht diese Töne" 1999 kamarazene
- Two American Melodies 2005 szólóhang(ok)ra és szólóhangszer(ek)re
- Variations of a Double 2004 Kamarazene
- Versenymű távollevő szólistára és zenekarra 2001 szimfonikus mű
- Viewpoint-Variation 1999 szólóhangszerre
- Viola – Schubert-átirat 2000 kamarazene
- Webern: Op.31 No.6 – átirat 2001 kamarazene
- Windmill-March – Litván Gábor-átirat 2001 szimfonikus mű
- Wir sind nur Mund 1987 szólóhang(ok)ra és szólóhangszer(ek)re
- Yet Another Poisonous Mushroom 1995 szólóhang(ok)ra és szólóhangszer(ek)re
- Zsoltár 1997 szólóhang(ok)ra, kórusra és szólóhangszer(ek)re

## Diszkográfia
- 2001 Kondor Ádám: Prelude; Énekgyakorlatok; Hastiéres dalok; Régi bockhamptoni nóták  Hungaroton HCD 31969 – saját
- 2001 Vékony Ildikó: Szálkák  BMC Records BMC CD046 – közreműködő
- 2003 Trio Lignum: Offertorium  BMC Records BMC CD 090 – közreműködő